# Col de l'Iseran (aire protégée)
Pour l’article homonyme, voir Col de l'Iseran.
Le col de l'Iseran est une aire protégée de France bénéficiant d'un arrêté préfectoral de protection de biotope. La zone couvre le col de l'Iseran, la crête des Lessières, l'ubac de la pointe des Lessières ainsi qu'un petit secteur au Grand Plan, en rive droite du ruisseau de l'Iseran, au pied du signal de l'Iseran, le tout essentiellement sur le territoire communal de Val-d'Isère et en limite du parc national de la Vanoise au sud.
Le site est impacté à des degrés divers par les aménagements de la station de sports d'hiver de Val-d'Isère, notamment une télécabine, des télésièges, un tunnel piéton et des pistes de ski. La route départementale 902 traverse l'aire protégée au col où se trouvent un bâtiment touristique et une chapelle.